# Калина-Велька
Кали́на-Ве́лька (пол. Kalina Wielka) — село в Польше в сельской гмине Слабошув Мехувского повета Малопольского воеводства.
Село располагается в 9 км от административного центра гмины села Слабошув, в 10 км от административного центра повета города Мехув и в 39 км от административного центра воеводства города Краков. Недалеко от села находится станция недействующей в настоящее время Свентокшиской железной дороги
В 1975—1998 годах село входило в состав Келецкого воеводства.